# Lucius Caesennius Antoninus
Lucius Caesennius Antoninus (fl. 128) est un homme politique de l'Empire romain.

## Éléments biographiques
Son ascendance est incertaine : selon Ronald Syme, il pourrait être le fils de Lucius Caesennius Sospes, mais Syme dans une note admet qu'il pourrait aussi être le fils de Lucius Junius Caesennius Paetus et de sa femme Arria Antonina. Selon Christian Settipani, il est le petit-fils de Lucius Junius Caesennius Paetus, son père est un fils homonyme du consul de 72 et sa mère est Arria Antonina.
Il à probablement un frère ainé, Iunius Paetus, consul suffect en 127, et une sœur cadette, Arria Caesennia Paulina, épouse de Publius Manlius Carbo, donc elle à une fille, Arria, qui épouse Marcus Nonius Macrinus.
Il est consul suffect en février-mars 128,, avec pour collègue Marcus Annius Libo.